# Parafia Świętych Apostołów Piotra i Pawła w Tarnawatce
Parafia Świętych Apostołów Piotra i Pawła w Tarnawatce – rzymskokatolicka parafia należąca do dekanatu Tomaszów-Północ diecezji zamojsko-lubaczowskiej. 
Parafia została utworzona w 1921. Mieści się pod numerem 1. Prowadzą ją księża diecezjalni.
Do parafii należą wierni z następujących miejscowości: Antoniówka, Huta Tarnawacka, Niemirówek-Kolonia, Podhucie, Pucharki, Sumin, Suminek, Rybołóstwo, Tarnawatka, Tarnawatka (osada), Tarnawatka-Tartak. 